# Clásico Ambateño
El clásico ambateño es un partido de fútbol que enfrenta a los dos equipos más importantes y populares de la ciudad de Ambato y así mismo de la provincia de Tungurahua, El Club Social y Deportivo Macará (Ídolo de Ambato) y El Club Técnico Universitario (El Rodillo Rojo) esta rivalidad es una de las más apasionadas del futbol ecuatoriano, dividiendo prácticamente la ciudad de Ambato en Celeste y Rojo, este clásico se ha jugado entre partidos de Serie A, Serie B e inclusive en Copa Ecuador. Los dos equipos involucrados hacen de local en el Estadio Bellavista de Ambato. En la actualidad este partido considerado como el clásico del interior más vibrante del fútbol ecuatoriano.
Ninguno de los dos equipos ha logrado ganar un título nacional hasta el momento, lo más cerca que han estado cada uno es en el caso del Técnico Universitario en las temporadas 1978 y 1980 quedando subcampeón por detrás de El Nacional y Barcelona, mientras que en el caso del Macará lo más cerca que ha estado es en la temporada 2019 posicionándose primero en la tabla general, sin embargo cayendo frente a Delfín en las semifinales de play-offs por un global de 2-3 a favor del conjunto mantense.
Hasta el momento se han enfrentado oficialmente en 75 ocasiones, con 28 victorias para el "Ídolo de Ambato", por otro lado existen 23 victorias para el "Rodillo Rojo" , y 24 empates registrados.
En el último clásico jugado el 30 de marzo del 2025, el Tecnico Universitario venció 1 a 0 al conjunto del Macará.

## Historia
La rivalidad entre ambos clubes se hizo notable a mediados de los años 80 (1986) pues ambos clubes destacaban en el ámbito local y nacional concentrando así a la mayoría de los hinchas ambateños. 
Durante la época de los Torneos Provinciales en Ecuador, el mayor exponente de Ambato sin duda alguna era el Macará, pero lamentablemente para el "Ídolo Ambateño" los malos resultados en los comienzos de su profesionalismo le hicieron perder consistencia en los Campeonatos Nacionales durante la década de los 70' deambulando entre la Serie B y la Segunda Categoría, mientras que el Técnico Universitario un equipo relativamente joven, con mayor presupuesto y estructura (eran patrocinados por la Universidad Técnica de Ambato) por aquel entonces lo hicieron un poco más representativo a fines de los 70' y durante la década de los 80'.
Desde el primer encuentro disputado entre estos dos elencos se han realizado 72 partidos registrando un total de 27 victorias para el Macará y 22 para el Técnico Universitario; empatando en 23 ocasiones. Cabe recalcar que por partidos disputados en la Serie A, Macará lleva una gran diferencia de partidos ganados. Pero, en la Serie B el Técnico Universitario ha sido superior.

## Clásicos amistosos destacados

### Primer partido entre ambas escuadras
Como dato curioso de este clásico, la primera vez que se enfrentaron fue en un partido amistoso del 3 de marzo de 1974, en donde Macará se impuso con dos goles de Rómulo Dudar Mina, Enrique Garrido y "El chino" Toro. Y por el lado de Técnico Universitario lograron un descuento con dos tantos de Espinoza. Al ser de calidad de amistoso dicho partido no cuenta como oficial y no se toma en cuenta en el historial.
| Número de Partido | Año  | Campeonato                                    | Equipo Local            | Equipo Visitante        | Estadio    |
| ----------------- | ---- | --------------------------------------------- | ----------------------- | ----------------------- | ---------- |
| 1                 | 1976 | Campeonato Ecuatoriano de Fútbol Serie B 1976 | Técnico Universitario 0 | Macará 2                | Bellavista |
| 2                 | 1976 | Campeonato Ecuatoriano de Fútbol Serie B 1976 | Macará 0                | Técnico Universitario 1 | Bellavista |
| 3                 | 1976 | Campeonato Ecuatoriano de Fútbol Serie B 1976 | Macará 1                | Técnico Universitario 1 | Bellavista |
| 4                 | 1976 | Campeonato Ecuatoriano de Fútbol Serie B 1976 | Técnico Universitario 1 | Macará 0                | Bellavista |
| 5                 | 1977 | Campeonato Ecuatoriano de Fútbol Serie B 1977 | Macará 0                | Técnico Universitario 0 | Bellavista |
| 6                 | 1977 | Campeonato Ecuatoriano de Fútbol Serie B 1977 | Técnico Universitario 0 | Macará 0                | Bellavista |
| 7                 | 1977 | Campeonato Ecuatoriano de Fútbol Serie B 1977 | Técnico Universitario 2 | Macará 2                | Bellavista |
| 8                 | 1977 | Campeonato Ecuatoriano de Fútbol Serie B 1977 | Macará 1                | Técnico Universitario 2 | Bellavista |
| 9                 | 1981 | Campeonato Ecuatoriano de Fútbol Serie B 1981 | Macará 2                | Técnico Universitario 2 | Bellavista |
| 10                | 1981 | Campeonato Ecuatoriano de Fútbol Serie B 1981 | Técnico Universitario 4 | Macará 2                | Bellavista |
| 11                | 1986 | Campeonato Ecuatoriano de Fútbol 1986         | Técnico Universitario 1 | Macará 0                | Bellavista |
| 12                | 1986 | Campeonato Ecuatoriano de Fútbol 1986         | Macará 0                | Técnico Universitario 2 | Bellavista |
| 13                | 1987 | Campeonato Ecuatoriano de Fútbol 1987         | Técnico Universitario 1 | Macará 1                | Bellavista |
| 14                | 1987 | Campeonato Ecuatoriano de Fútbol 1987         | Macará 3                | Técnico Universitario 0 | Bellavista |
| 15                | 1988 | Campeonato Ecuatoriano de Fútbol 1988         | Técnico Universitario 1 | Macará 1                | Bellavista |
| 16                | 1988 | Campeonato Ecuatoriano de Fútbol 1988         | Macará 4                | Técnico Universitario 1 | Bellavista |
| 17                | 1989 | Campeonato Ecuatoriano de Fútbol 1989         | Macará 1                | Técnico Universitario 1 | Bellavista |
| 18                | 1989 | Campeonato Ecuatoriano de Fútbol 1989         | Técnico Universitario 2 | Macará 0                | Bellavista |
| 19                | 1990 | Campeonato Ecuatoriano de Fútbol 1990         | Técnico Universitario 1 | Macará 1                | Bellavista |
| 20                | 1990 | Campeonato Ecuatoriano de Fútbol 1990         | Macará 0                | Técnico Universitario 2 | Bellavista |
| 21                | 1990 | Campeonato Ecuatoriano de Fútbol 1990         | Técnico Universitario 0 | Macará 1                | Bellavista |
| 22                | 1990 | Campeonato Ecuatoriano de Fútbol 1990         | Macará 0                | Técnico Universitario 0 | Bellavista |
| 23                | 1991 | Campeonato Ecuatoriano de Fútbol 1991         | Técnico Universitario 2 | Macará 0                | Bellavista |
| 24                | 1991 | Campeonato Ecuatoriano de Fútbol 1991         | Macará 2                | Técnico Universitario 1 | Bellavista |
| 25                | 2000 | Campeonato Ecuatoriano de Fútbol 2000         | Técnico Universitario 0 | Macará 0                | Bellavista |
| 26                | 2000 | Campeonato Ecuatoriano de Fútbol 2000         | Macará 4                | Técnico Universitario 2 | Bellavista |
| 27                | 2000 | Campeonato Ecuatoriano de Fútbol 2000         | Técnico Universitario 1 | Macará 3                | Bellavista |
| 28                | 2000 | Campeonato Ecuatoriano de Fútbol 2000         | Macará 4                | Técnico Universitario 3 | Bellavista |
| 29                | 2005 | Campeonato Ecuatoriano de Fútbol Serie B 2005 | Macará 1                | Técnico Universitario 2 | Bellavista |
| 30                | 2005 | Campeonato Ecuatoriano de Fútbol Serie B 2005 | Técnico Universitario 2 | Macará 1                | Bellavista |
| 31                | 2005 | Campeonato Ecuatoriano de Fútbol Serie B 2005 | Macará 1                | Técnico Universitario 1 | Bellavista |
| 32                | 2005 | Campeonato Ecuatoriano de Fútbol Serie B 2005 | Técnico Universitario 0 | Macará 2                | Bellavista |
| 33                | 2005 | Campeonato Ecuatoriano de Fútbol Serie B 2005 | Técnico Universitario 0 | Macará 3                | Bellavista |
| 34                | 2005 | Campeonato Ecuatoriano de Fútbol Serie B 2005 | Macará 1                | Técnico Universitario 0 | Bellavista |
| 35                | 2008 | Campeonato Ecuatoriano de Fútbol 2008         | Técnico Universitario 1 | Macará 0                | Bellavista |
| 36                | 2008 | Campeonato Ecuatoriano de Fútbol 2008         | Macará 1                | Técnico Universitario 0 | Bellavista |
| 37                | 2008 | Campeonato Ecuatoriano de Fútbol 2008         | Macará 1                | Técnico Universitario 1 | Bellavista |
| 38                | 2008 | Campeonato Ecuatoriano de Fútbol 2008         | Técnico Universitario 0 | Macará 0                | Bellavista |
| 39                | 2009 | Campeonato Ecuatoriano de Fútbol 2009         | Macará 2                | Técnico Universitario 1 | Bellavista |
| 40                | 2009 | Campeonato Ecuatoriano de Fútbol 2009         | Técnico Universitario 2 | Macará 0                | Bellavista |
| 41                | 2009 | Campeonato Ecuatoriano de Fútbol 2009         | Técnico Universitario 0 | Macará 2                | Bellavista |
| 42                | 2009 | Campeonato Ecuatoriano de Fútbol 2009         | Macará 1                | Técnico Universitario 1 | Bellavista |
| 43                | 2011 | Campeonato Ecuatoriano de Fútbol Serie B 2011 | Macará 1                | Técnico Universitario 1 | Bellavista |
| 44                | 2011 | Campeonato Ecuatoriano de Fútbol Serie B 2011 | Técnico Universitario 0 | Macará 2                | Bellavista |
| 45                | 2011 | Campeonato Ecuatoriano de Fútbol Serie B 2011 | Macará 1                | Técnico Universitario 2 | Bellavista |
| 46                | 2011 | Campeonato Ecuatoriano de Fútbol Serie B 2011 | Técnico Universitario 0 | Macará 0                | Bellavista |
| 47                | 2012 | Campeonato Ecuatoriano de Fútbol 2012         | Macará 2                | Técnico Universitario 0 | Bellavista |
| 48                | 2012 | Campeonato Ecuatoriano de Fútbol 2012         | Técnico Universitario 0 | Macará 0                | Bellavista |
| 49                | 2012 | Campeonato Ecuatoriano de Fútbol 2012         | Macará 2                | Técnico Universitario 0 | Bellavista |
| 50                | 2012 | Campeonato Ecuatoriano de Fútbol 2012         | Técnico Universitario 1 | Macará 1                | Bellavista |
| 51                | 2014 | Campeonato Ecuatoriano de Fútbol Serie B 2014 | Técnico Universitario 0 | Macará 3                | Bellavista |
| 52                | 2014 | Campeonato Ecuatoriano de Fútbol Serie B 2014 | Macará 0                | Técnico Universitario 2 | Bellavista |
| 53                | 2014 | Campeonato Ecuatoriano de Fútbol Serie B 2014 | Técnico Universitario 1 | Macará 0                | Bellavista |
| 54                | 2014 | Campeonato Ecuatoriano de Fútbol Serie B 2014 | Macará 0                | Técnico Universitario 3 | Bellavista |
| 55                | 2015 | Campeonato Ecuatoriano de Fútbol Serie B 2015 | Macará 3                | Técnico Universitario 3 | Bellavista |
| 56                | 2015 | Campeonato Ecuatoriano de Fútbol Serie B 2015 | Técnico Universitario 0 | Macará 1                | Bellavista |
| 57                | 2015 | Campeonato Ecuatoriano de Fútbol Serie B 2015 | Macará 1                | Técnico Universitario 2 | Bellavista |
| 58                | 2015 | Campeonato Ecuatoriano de Fútbol Serie B 2015 | Técnico Universitario 2 | Macará 2                | Bellavista |
| 59                | 2016 | Campeonato Ecuatoriano de Fútbol Serie B 2016 | Macará 1                | Técnico Universitario 0 | Bellavista |
| 60                | 2016 | Campeonato Ecuatoriano de Fútbol Serie B 2016 | Técnico Universitario 3 | Macará 0                | Bellavista |
| 61                | 2016 | Campeonato Ecuatoriano de Fútbol Serie B 2016 | Macará 3                | Técnico Universitario 0 | Bellavista |
| 62                | 2016 | Campeonato Ecuatoriano de Fútbol Serie B 2016 | Técnico Universitario 1 | Macará 0                | Bellavista |
| 63                | 2018 | Campeonato Ecuatoriano de Fútbol 2018         | Macará 1                | Técnico Universitario 1 | Bellavista |
| 64                | 2018 | Campeonato Ecuatoriano de Fútbol 2018         | Técnico Universitario 0 | Macará 2                | Bellavista |
| 65                | 2018 | Campeonato Ecuatoriano de Fútbol 2018         | Macará 0                | Técnico Universitario 3 | Bellavista |
| 66                | 2018 | Campeonato Ecuatoriano de Fútbol 2018         | Técnico Universitario 0 | Macará 1                | Bellavista |
| 67                | 2019 | Serie A de Ecuador 2019                       | Técnico Universitario 0 | Macará 2                | Bellavista |
| 68                | 2019 | Serie A de Ecuador 2019                       | Macará 2                | Técnico Universitario 0 | Bellavista |
| 69*               | 2019 | Copa Ecuador 2018-19                          | Técnico Universitario 1 | Macará 2                | Bellavista |
| 70*               | 2019 | Copa Ecuador 2018-19                          | Macará 0                | Técnico Universitario 2 | Bellavista |
| 71                | 2020 | Serie A de Ecuador 2020                       | Macará 0                | Técnico Universitario 0 | Bellavista |
| 72                | 2020 | Serie A de Ecuador 2020                       | Técnico Universitario 0 | Macará 1                | Bellavista |
| 73                | 2021 | Serie A de Ecuador 2021                       | Macará 1                | Técnico Universitario 1 | Bellavista |
| 74                | 2021 | Serie A de Ecuador 2021                       | Técnico Universitario 2 | Macará 0                | Bellavista |
| 75                | 2022 | Serie A de Ecuador 2022                       | Macará 3                | Técnico Universitario 1 | Bellavista |
| 76                | 2022 | Serie A de Ecuador 2022                       | Técnico Universitario 3 | Macará 1                | Bellavista |
| 77                | 2024 | Serie A de Ecuador 2024                       | Técnico Universitario 1 | Macará 1                | Bellavista |
| 78                | 2024 | Serie A de Ecuador 2024                       | Macará 0                | Técnico Universitario 0 | Bellavista |

| Año  | Equipo Local            | Equipo Visitante | Estadio    |
| ---- | ----------------------- | ---------------- | ---------- |
| 1974 | Técnico Universitario 2 | Macará 4         | Bellavista |

### Final cuadrangular internacional de las luces
En julio de 1995 el Estadio Bellavista presentó al país sus nuevas torres de iluminación y como señal de celebración se invitó al Deportivo Cali, Liga de Quito ,técnico Universitario y al Club Deportivo Macará para su inauguración jugando un pequeño cuadrangular. Se dio la final entre ambos equipos ambateños, coronándose Macará como campeón de este pequeño torneo de carácter amistoso.
| Año  | Equipo Local | Equipo Visitante        | Estadio    |
| ---- | ------------ | ----------------------- | ---------- |
| 1995 | Macará 2     | Técnico Universitario 1 | Bellavista |

## Estadísticas

### Partidos Oficiales Totales
| Macará                | 28 |
| Empates               | 26 |
| Técnico Universitario | 26 |
| Total                 | 80 |

| Décadas   | Partidos | Macará | Empates | Técnico Universitario |
| 1976-1981 | 9        | 1      | 5       | 3                     |
| 1981-1989 | 9        | 2      | 3       | 4                     |
| 1990-1991 | 6        | 2      | 2       | 2                     |
| 2000-2009 | 18       | 9      | 5       | 4                     |
| 2011-2020 | 30       | 13     | 8       | 9                     |
| 2021-act. | 4        | 1      | 2       | 4                     |
| Total     | 80       | 28     | 26      | 26                    |

- De 5 décadas totales, 2 son favorables a Macará, 2 a Técnico Universitario y en 1 empataron. Sin embargo Macará tiene más partidos ganados.
- En total se han jugado 80 partidos, con una diferencia favorable para Macará de 2 partidos: 28 triunfos celestes, 26 empates y 26 triunfos para Técnico Universitario.
- Macará en total ha tenido la localía en 40 oportunidades: Macará ganó 14 veces, empató 14 y perdió 12.
- Técnico Universitario en total ha tenido la localía en 40 oportunidades: Técnico ganó 14 veces, empató 12 y perdió 14.
- En cuanto a las anotaciones totales, Macará tiene 83 goles y Técnico Universitario 71 goles.

### Partidos por Serie A
| Décadas   | Partidos | Macará | Empates | Técnico Universitario |
| 1986-1991 | 14       | 4      | 5       | 5                     |
| 2000-2009 | 12       | 6      | 4       | 2                     |
| 2012-2020 | 12       | 7      | 4       | 1                     |
| 2021-act. | 4        | 1      | 1       | 2                     |
| Total     | 42       | 18     | 14      | 10                    |

- Por Primera Categoría "A" se han jugado 42 encuentros, con una considerable diferencia a favor del "el ídolo ambateño" Macará de 8 partidos: 18 triunfos para los celestes, 14 empates y 10 victorias para los rojos.
- Por Primera Categoría "A" "el ídolo ambateño" ha convertido 48 goles mientras que "el rodillo" ha convertido 36 goles. Macará tiene una ventaja favorable de 12 goles.
- Por Primera Categoría "A" y siendo local Macará se han enfrentado 21 veces: Macará ganó 11, empató 7 y perdió tan solo 3 veces.
- Por otro lado Técnico Universitario siendo local en partidos en Primera Categoría "A" ha jugado 21 partidos: Técnico Universitario ganó 7, empató 7 y perdió 7 veces ante Macará.

### Partidos por Serie B
| Décadas   | Partidos | Macará | Empates | Técnico Universitario |
| 1976-1981 | 10       | 1      | 5       | 4                     |
| 2005      | 6        | 3      | 1       | 2                     |
| 2011-2016 | 16       | 5      | 4       | 7                     |
| TOTAL     | 32       | 9      | 10      | 13                    |

- Por Serie B se han jugado 32 cotejos, con una diferencia favorable para "el rodillo rojo" Técnico Universitario de 4 partidos: 13 triunfos para los rojiblancos, 10 empates y 9 victorias para Macará.

- Por serie B "el rodillo rojo" ha convertido 38 goles mientras que Macará ha convertido 37 goles. Técnico tiene una ventaja de 1 gol por serie B.
- Por serie B y siendo local Técnico Universitario se han enfrentado 16 veces. Técnico ganó 6 veces, empató 4 y perdió 6 ante Macará.
- Por serie B y siendo local Macará se han enfrentado 16 veces. Macará ganó 3 veces, empató 6 y perdió 7.

### Copa Ecuador
| Décadas | Partidos | Macará | Empates | Técnico Universitario |
| 2019    | 2        | 1      | 0       | 1                     |
| TOTAL   | 2        | 1      | 0       | 1                     |

Ambas escuadras comparten la misma cantidad de partidos ganados por Copa Ecuador.

## Goleadas
- Macará registra 8 goleadas, por otro lado Técnico Universitario cuenta con 4.
- La mayor goleada de la historia de los clásicos ambateños es a favor de Macará que se impuso por 4-1 sobre Técnico Universitario por la fecha 27 del Campeonato Ecuatoriano de Fútbol 1988, jugado el 16 de agosto de 1988.
- Por otro lado la mayor goleada de Técnico Universitario fue con un 4-2 en la Segunda etapa del Campeonato Ecuatoriano de Fútbol Serie B de 1981.
- Por Primera Categoría Macará le ha propinado 5 goleadas a Técnico Universitario (3-0 en 1987)(4-1 en 1988)(4-2 en el 2000)(1-3 en el 2000)(3-1 en 2022), Técnico Universitario solamente registra una sola (3-0 en 2018).
- Por Serie B ambos elencos comparten la misma cantidad de goleadas con 3 para cada uno.

| Torneo                                        | Partido               | Partido | Partido | Partido | Partido               |
| --------------------------------------------- | --------------------- | ------- | ------- | ------- | --------------------- |
| Campeonato Ecuatoriano de Fútbol Serie B 1981 | Técnico Universitario |         | 4:2     |         | Club Deportivo Macará |
| Campeonato Ecuatoriano de Fútbol 1987         | Club Deportivo Macará |         | 3:0     |         | Técnico Universitario |
| Campeonato Ecuatoriano de Fútbol 1988         | Club Deportivo Macará |         | 4:1     |         | Técnico Universitario |
| Campeonato Ecuatoriano de Fútbol 2000         | Club Deportivo Macará |         | 4:2     |         | Técnico Universitario |
| Campeonato Ecuatoriano de Fútbol 2000         | Técnico Universitario |         | 1:3     |         | Club Deportivo Macará |
| Campeonato Ecuatoriano de Fútbol Serie B 2005 | Técnico Universitario |         | 0:3     |         | Club Deportivo Macará |
| Campeonato Ecuatoriano de Fútbol Serie B 2014 | Técnico Universitario |         | 0:3     |         | Club Deportivo Macará |
| Campeonato Ecuatoriano de Fútbol Serie B 2014 | Club Deportivo Macará |         | 0:3     |         | Técnico Universitario |
| Campeonato Ecuatoriano de Fútbol Serie B 2016 | Técnico Universitario |         | 3:0     |         | Club Deportivo Macará |
| Campeonato Ecuatoriano de Fútbol Serie B 2016 | Club Deportivo Macará |         | 3:0     |         | Técnico Universitario |
| Campeonato Ecuatoriano de Fútbol 2018         | Club Deportivo Macará |         | 0:3     |         | Técnico Universitario |
| Serie A Ecuador 2022                          | Club Deportivo Macará |         | 3:1     |         | Técnico Universitario |

### Goleadas en partidos amistosos

#### Primer partido entre ambas escuadras.
Se considera también al primer encuentro entre ambas escuadras como la primera goleada.
| Año  | Equipo Local            | Equipo Visitante | Estadio    |
| ---- | ----------------------- | ---------------- | ---------- |
| 1974 | Técnico Universitario 2 | Macará 4         | Bellavista |

#### Partido por el decimoprimer aniversario de Técnico Universitario.
Ambas escuadras se enfrentaban en un amistoso por el decimoprimer aniversario del "rodillo rojo" , jugado el 13 de abril de 1982 a las 16H00, Técnico Universitario por aquel entonces jugaba en Primera Categoría y Macará pasaba por una profunda crisis por lo que deambuló por la Segunda Categoría del Fútbol ecuatoriano, sin embargo esto no impidió al equipo celeste imponerse en aquel encuentro con cinco tantos, los dos primeros marcados por el uruguayo Eguren, el tercero por medio de Lascano, el cuarto por Silvano Stacio y el quinto gol por Rómulo Dudar Mina. Por el lado de los rojiblancos el único tanto fue de Geovanny Mera.
| Año  | Equipo Local            | Equipo Visitante | Estadio    |
| ---- | ----------------------- | ---------------- | ---------- |
| 1982 | Técnico Universitario 1 | Macará 5         | Bellavista |